# Aleksander Graf
Aleksander Graf (ur. 25 sierpnia 1962 w Taszkencie jako Aleksander Nenaszew, ros. Александр Ненашев) – niemiecki szachista pochodzenia uzbeckiego, arcymistrz od 1992 roku.

## Kariera szachowa
W ostatnim finale mistrzostw Związku Radzieckiego w roku 1991 w Moskwie podzielił V miejsce. Rok później zadebiutował w drużynie Uzbekistanu na szachowej olimpiadzie w Manili, zdobywając dwa medale, złoty (za najlepszy indywidualny wynik na III szachownicy) oraz srebrny (wraz z drużyną). Szczególnie II miejsce uzbeckich szachistów zostało uznane za dużą sensację, gdyż na liście startowej, uszeregowanej według średniego rankingu zespołów, posiadali oni dopiero 23. numer. Dzięki temu sukcesowi, rok później wystąpił w Lucernie na drużynowych mistrzostwach świata, na których zespół Uzbekistanu zajął VIII miejsce. W 1994 po raz drugi wystąpił w narodowej drużynie na olimpiadzie w Moskwie, natomiast w 1996 r. samodzielnie zwyciężył w Cappelle-la-Grande. W 1997 wystąpił w Groningen na mistrzostwach świata rozegranych systemem pucharowym, awansując do II rundy, w której przegrał z Aleksiejem Driejewem.
W roku 2000 przeniósł się do Niemiec i od razu awansował do ścisłej czołówki szachistów tego kraju. W roku tym, jak również w kolejnym, dwukrotnie zdobył tytuł wicemistrza Niemiec.
W 2001 wystąpił w drużynie niemieckiej na mistrzostwach świata w Erywaniu, zdobywając złoty medal za najlepszy indywidualny rezultat na III szachownicy. Wziął również udział w rozegranych w Moskwie mistrzostwach świata, ale odpadł w I rundzie, przegrywając z Sarunasem Sulskisem. W 2002 zdobył kolejny medal mistrzostw Niemiec, dzieląc w finale II-III miejsce. W latach 2002–2006 trzykrotnie reprezentował Niemcy na szachowych olimpiadach. W roku 2003 zajął w Stambule III miejsce na mistrzostwach Europy, natomiast w 2004 wystąpił w Trypolisie na mistrzostwach świata rozegranych systemem pucharowym, awansując do II rundy (w której przegrał z Władysławem Tkaczewem). W 2005 zdobył dwa złote medale na drużynowych mistrzostwach Europy w Göteborgu (za najlepszy wynik rankingowy oraz na III szachownicy).
Odniósł również wiele sukcesów w turniejach otwartych, zwyciężając bądź dzieląc I miejsca m.in. w Bad Wiessee (2000), Skopje (2002), Dreźnie (2002, 2003 oraz 2006), Höckendorfie (2004), Norymberdze (2006), Pontevedrze (2007) oraz w Ourense (2007).
Najwyższy ranking w karierze osiągnął 1 lipca 2004 r., z wynikiem 2661 punktów zajmował wówczas 44. miejsce na światowej liście FIDE, jednocześnie zajmując 1. miejsce wśród niemieckich szachistów.

## Życie prywatne
Żoną Aleksandra Grafa jest niemiecka arcymistrzyni pochodzenia uzbeckiego, Rena Graf (z domu Mamedowa).